# قائمة سفراء الفلبين في مصر
سفير جمهورية الفلبين لدى جمهورية مصر العربية هو الممثل الدبلوماسي الأول لجمهورية الفلبين في جمهورية مصر العربية . بصفته رئيس البعثة الدبلوماسية الفلبينية هناك، فإن السفير هو الممثل الرسمي لرئيس وحكومة الفلبين لدى رئيس وحكومة مصر . يتمتع هذا المنصب برتبة ومكانة سفير فوق العادة ومفوض.
تتمتع هذه البعثة الدبلوماسية والسفارة بالسلطة القضائية على دول مصر والسودان وجيبوتي وإثيوبيا وإريتريا.

## قائمة الممثلين الدبلوماسيين الفلبيينين في مصر
| رئيس البعثة           | الاحتفاظ                       | الملاحظة (الملاحظات)                                                                                            |
| --------------------- | ------------------------------ | --- |
| "بورونغ أرابا"        | 1957−1963                      | كان أرافا في البداية وزيراً موثوقاً للبلاد حتى تم رفعها إلى رتبة سفير في عام 1960 ، بعد رفع القنصلية إلى السفارة. |
| خوان إم آرجلو         | 1964−1969                      | [ 2 ] |
| يوسف أبو بكر          | 1971−1973                      | [ 2 ] |
| خوسيه كروز            | 1976−1979                      | [ 2 ] |
| فيلينو سي مينيز       | 1979−1984                      | شارج دو افيرز                                                                                                   |
| رومولو إسبالدون       | 1984−1996                      | [ 2 ] |
| كاسان ماروهومبصار     | 1986−1993                      | [ 2 ] |
| ميناندرو غالينزوجا    | 1993−1996                      | [ 2 ] |
| سانشيز علي            | 1997−1998                      | [ 2 ] |
| (ماكانباكيت لانتو)    | 1999−2001                      | [ 2 ] |
| شولان او بريمبرا      | 2002−2004                      | [ 2 ] |
| (بترونيلا بي جارسيا)  | مايو 2004 - يناير 2008         | [ 2 ] |
| أوسكار جي ڤالينزويل   | 7 فبراير 2008 - 7 يوليو 2010   | [ 2 ] |
| إدواردو بابلو ماجلايا | 1 أكتوبر 2010 - 29 يونيو 2011  | شارج دو افيرز                                                                                                   |
| (كلارو إس كريستوبال)  | 30 ديسمبر 2011 - 27 يونيو 2015 | [ 2 ] |
| ليزلي جي باجا         | أغسطس 2015 - 24 سبتمبر 2018    | [ 2 ] |
| سولبيسيو م. كونفيدو   | 10 نوفمبر 2018 - 7 يوليو 2021  | [ 2 ] |
| إزدين ه. تاجو         | 11 سبتمبر 2021 − الحاضر        | تم تقديم شهادات الاعتماد في 15 سبتمبر 2021.                                                                     |

## أنظر أيضاً
- العلاقات المصرية الفلبينية

## الملاحظات والمراجع
1. ↑  "AMBASSADOR EZZEDIN H. TAGO PRESENTS HIS CREDENTIALS TO H.E. ABDEL FATTAH EL-SISI, PRESIDENT OF THE ARAB REPUBLIC OF EGYPT" (Press release). Embassy of the Philippines, Cairo. 16 سبتمبر 2021. مؤرشف من الأصل في 2021-10-21. اطلع عليه بتاريخ 2021-12-25.
2. 1 2 3 4 5 6 7 8 9 10 11 12 13 14 15 16 17 18  "The Embassy". Embassy of the Philippines, Cairo (بالإنجليزية). Archived from the original on 2022-09-26. Retrieved 2021-12-25.
3. ↑  "The Embassy". Embassy of the Philippines, Cairo (بالإنجليزية). Archived from the original on 2022-09-26. Retrieved 2021-12-25."The Embassy".

## روابط خارجية
- Official website of the Embassy of the Philippines (Cairo, Egypt)

قالب:Lists of heads of Philippine diplomatic missions